# Maison du Canon
La maison du Canon est une ancienne maison, aujourd'hui mairie de La Roche-Bernard, dans le Morbihan, en région Bretagne.

## Situation
Le bâtiment est situé place du Pilori et prend place dans l'îlot que forme les rues du Docteur-Cornudet et Haute-Notre-Dame.

## Toponymie
Le nom du bâtiment pourrait dater de la deuxième moitié du XVIIe siècle, lorsque des marins s'y établissent et qu'un canon y a été fiché en terre dans un angle pour servir de buttoir.

## Histoire
La maison est construite en 1596. Elle héberge les officiers (ou le seul commandant) du vaisseau L'Inflexible échoué dans la Vilaine après la bataille des Cardinaux en 1760. C'est de cette époque que date son nom ainsi que le canon fiché contre l'angle sud-est du bâtiment, récupéré dans le navire en perdition.
Acquise par la municipalité au XIXe siècle, elles devient la mairie de la ville en 1849.
Le bâtiment, dans son ensemble, est inscrit au titre des monuments historiques par arrêté du 11 janvier 1941.

## Architecture
Le bâtiment est bâti dans un style Renaissance où subsistent des éléments gothiques. Des fenêtres à meneaux et croisillons étaient percées dans la façade, mais ont disparu au profit d'ouvertures plus modernes au XVIIIe siècle. Les lucarnes côté sud sont de style Renaissance.
Le toit est surmonté d'un campanile, abritant la pendule et la cloche municipales (datant probablement de la deuxième moitié du XIXe siècle).

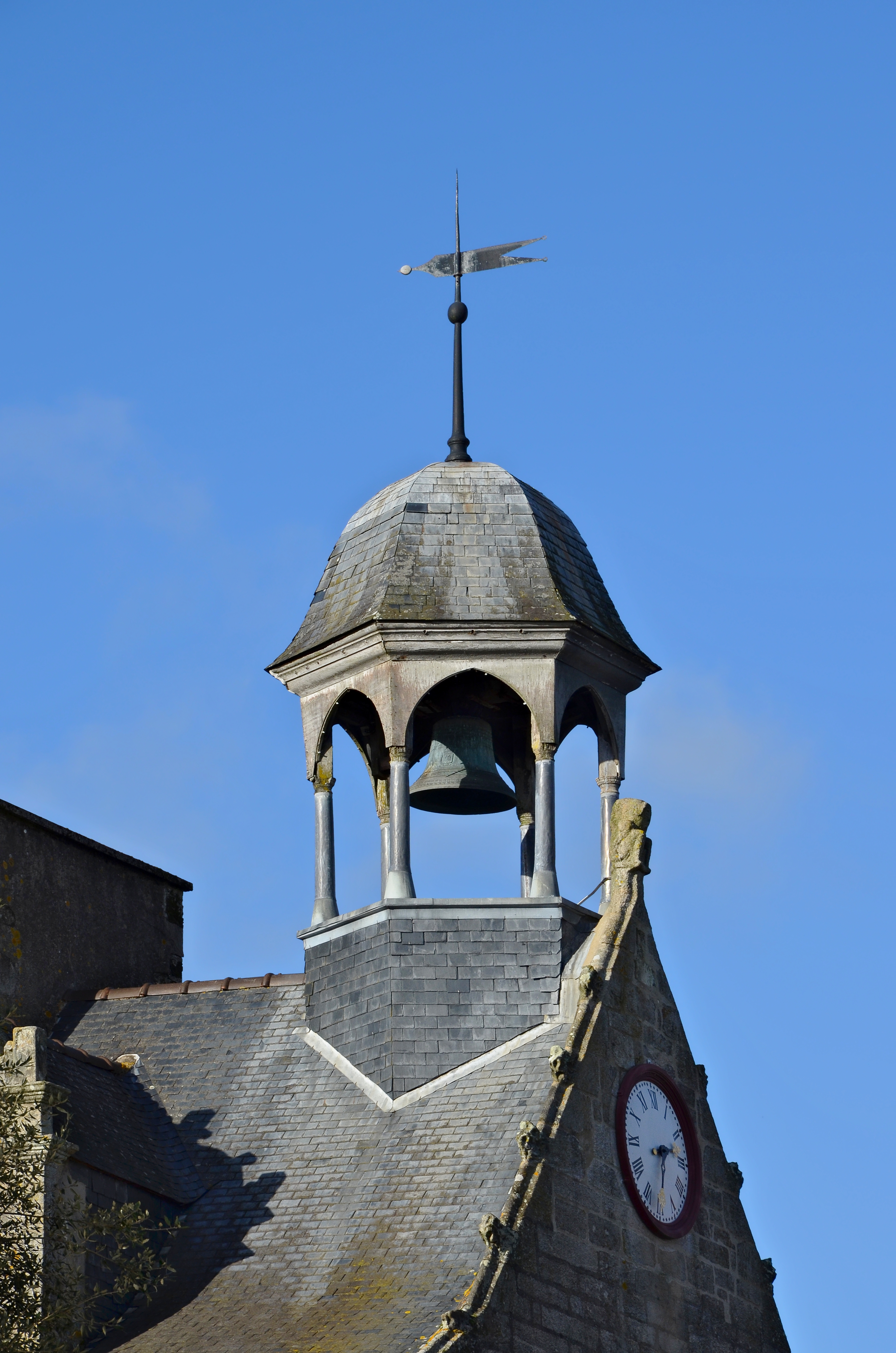
Le campanile.
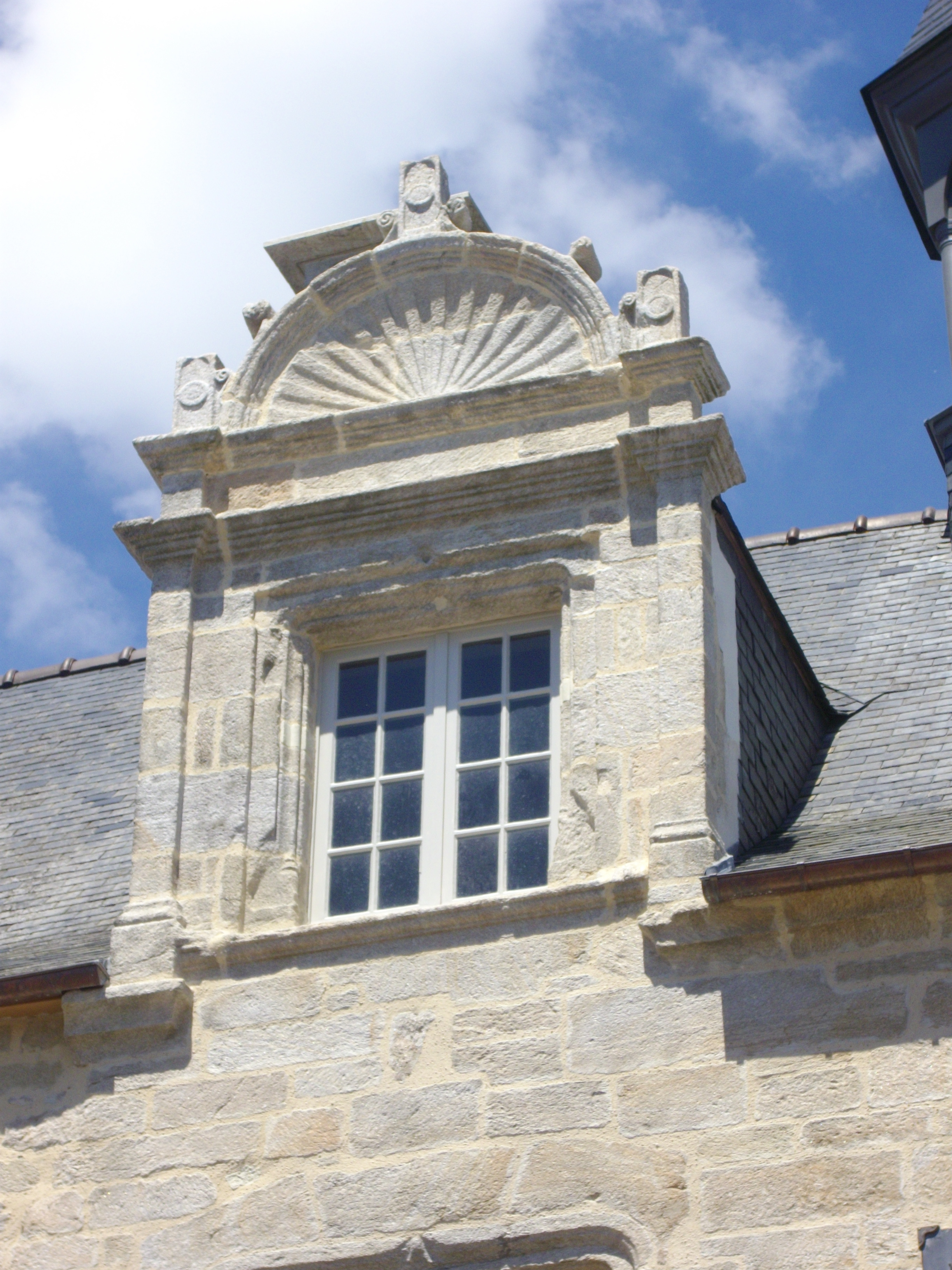
Une lucarne côté sud.
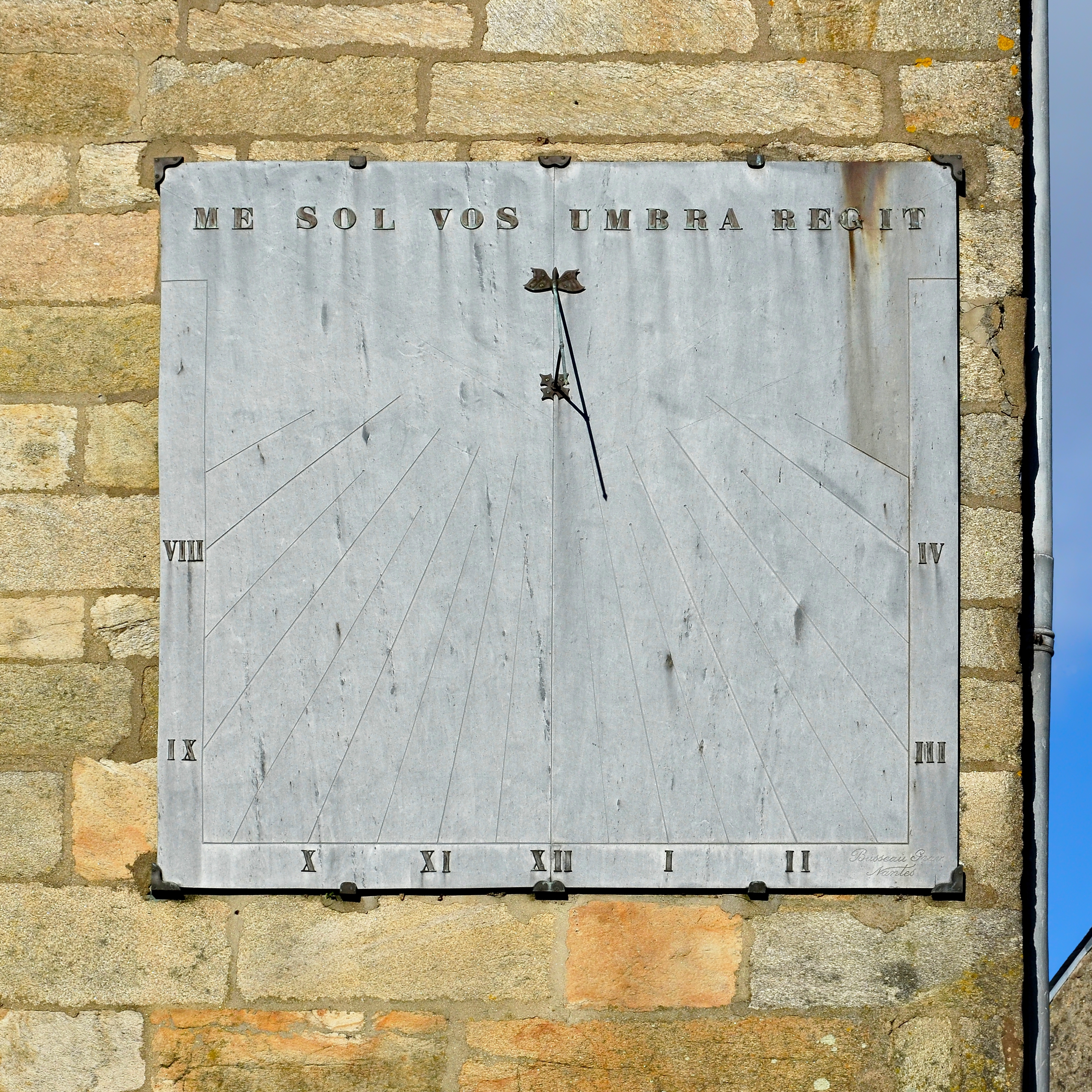
Le cadran solaire côté sud.